# Анюйск
Анюйск — село в Билибинском районе Чукотского автономного округа России.

## География
Расположено на правом берегу реки Малый Анюй на границе Билибинского района с Якутией. Расстояние до районного центра составляет 255 км, до окружного центра — 800 км.

## История
Село Анюйск было основано в 1930-х годах. Оленеводы-кочевники постепенно переходили на оседлый образ жизни, образовав при этом два колхоза — «Первое мая» и «Новая жизнь». В начале 1960 года эти колхозы были реорганизованы в совхоз «Анюйский» с центральной усадьбой в Анюйске и с производственным участком в селе Пятистенное, первые упоминания о котором датируются началом 18 века.
С созданием в Анюйске совхоза, началось быстрое развитие села. Были построены благоустроенные улицы и дома, школа, интернат, детский сад.
С 1950 по 1961 гг. село являлось центром Восточно-Тундровского района Чукотского национального округа.
В 1980-х годах в совхозе была построена молочно-товарная ферма, которая позволила обеспечить молоком школу и жителей села.

## Население
| 1959 | 2002 | 2010 | 2011 | 2012 | 2013 | 2014 |
| ---- | ---- | ---- | ---- | ---- | ---- | ---- |
| 858  | ↘542 | ↘480 | ↘475 | ↘472 | ↘468 | ↘459 |
| 2015 | 2016 | 2017 | 2018 | 2020 | 2021 | 2023 |
| ↘457 | ↘434 | ↘412 | ↘396 | ↘385 | ↗387 | ↘380 |

Представителей коренных малочисленных народов Севера насчитывается 318 человек, из них большинство — эвены. Детей в возрасте до 16 лет — 118 человек.

## Экономика и социальная инфраструктура
Основное занятие местных жителей — оленеводство и рыболовство, охотничий и пушной промысел. Здесь базируется муниципальное сельхозпредприятие «Озёрное».
В селе есть средняя школа, участковая больница, почта, узел связи, дом культуры, библиотека, гостиница на 10 мест, магазин.
В 30 км от Анюйска с 1977 года действует труднодоступная метеорологическая станция М-2 «Константиновская».
Улицы села:  Гагарина, Клубная, Лесная, Лесаковского, Мира, Набережная, Новая, Полярная, Почтовая, Ручейная, Советская, Черского, Юбилейная.

## Транспорт
Село с райцентром связано сезонным автозимником 77К003, планируется строительство федеральной автодороги Черский — Билибино, которая пройдёт через Анюйск.
Часть груза и топлива в период навигации поступает на местную пристань речным путём из порта Зелёный мыс, а также из посёлка Нижний Сеймчан.
Пассажирские перевозки с райцентром осуществляются с помощью вертолёта, время полёта составляет около полутора часов.

## Связь
В селе установлено 253 квартирных телефона.